# Nossa Senhora de Civitavecchia
Nossa Senhora de Civitavecchia (em italiano: Madonnina de Civitavecchia) é uma pequena estátua que representa a Virgem Maria que de 2 de fevereiro a 15 de março de 1995, teria derramado lágrimas de sangue quatorze vezes em Civitavecchia, na região italiana do Lácio.
Desde 17 de junho de 1995, a estatueta, conservada em altar protegido por uma vitrine de vidro na paróquia de Sant'Agostino, está exposta à veneração dos fiéis.

## História
A Madonnina de Civitavecchia é uma estatueta de gesso de 42 cm de altura representando a Rainha da Paz, criada pelo artesão croata Sthepan Vlaho. Foi comprada em uma loja de Medjugorje em 16 de setembro de 1994 pelo padre Pablo Martìn, pároco da igreja de Sant'Agostino em Civitavecchia. O padre a doou à família Gregori, membros de sua paróquia e moradores da Via Pantano, composta por Fabio e Anna Maria (Accorsi) e seus filhos Jessica e Davide.
A estatueta havia sido colocada em um nicho, construído por Fábio no jardim de sua casa. Em 2 de fevereiro de 1995, por volta das 16h20, Jéssica, que tinha cinco anos na época, afirmou ter visto um líquido, que parecia sangue, escorrendo dos olhos da Madonnina, por suas bochechas. Ela avisou seu pai e ele, após ter avisado sua esposa, logo depois relatou o incidente a Dom Pablo, que imediatamente foi ao Gregoris, testemunhando o fenômeno pessoalmente.
Na noite de 3 de fevereiro, o incidente ocorreu novamente diante de várias testemunhas e continuou nos dias seguintes, à medida que o número de fiéis e curiosos crescia; jornalistas e policiais acorreram ao local e, em 5 de fevereiro, a notícia foi transmitida pela televisão nacional.
Enquanto isso, o bispo de Civitavecchia-Tarquinia, Monsenhor Girolamo Grillo, foi informado e nomeou uma comissão teológica para estudar o fenômeno, enquanto as primeiras análises de laboratório eram realizadas. A imagem de Nossa Senhora também foi submetida a um breve exorcismo para descartar a possível natureza demoníaca dos eventos.
A estatueta saiu da casa de Gregori devido ao cerco da multidão e, depois de passar inicialmente pela igreja de Sant'Agostino, foi guardada pela diocese em um lugar secreto.
Em 28 de fevereiro, os resultados dos testes foram divulgados: a Madonnina não continha nenhum dispositivo, e o líquido examinado revelou ser sangue humano masculino.
O Vaticano, representado pelo então cardeal Joseph Ratzinger (futuro Papa Bento XVI), também foi informado pelo bispo, enquanto em 15 de março ocorreu a última das quatorze lágrimas enquanto monsenhor Grillo, inicialmente cético, segurava a estatueta nas mãos, absorto em oração junto com algumas testemunhas.
Após uma denúncia dos Codacons por abuso de credulidade popular e fraude, a estatueta foi apreendida pelo magistrado Antonio Albano. Durante este período foram realizadas algumas avaliações técnicas, incluindo uma análise estratigráfica dos vestígios de sangue e uma comparação fotográfica detalhada do rosto da estatueta.
Um total de aproximadamente 50 pessoas, de diferentes idades e classes sociais, testemunharam os alegados 14 incidentes lacrimosos. As testemunhas ouvidas "juraram dizer a verdade e concordaram livremente em ser interrogadas".
Desde 17 de junho de 1995, a Madonnina está exposta à veneração dos fiéis na igreja de Sant'Agostino em Civitavecchia.

## Os testes científicos
Em 24 de fevereiro de 1995, uma tomografia computadorizada foi realizada no Instituto de Radiologia da Policlínica Gemelli pelo professor Maurizio Vincenzoni: o exame excluiu a presença de dispositivos ou outras anomalias no interior da estatueta.
Em 28 de fevereiro, Monsenhor Grillo recebeu dos Professores Angelo Fiori e Giancarlo Umani Ronchi os resultados dos exames do líquido retirado da estatueta: a conclusão afirmava, textualmente, que "os vestígios de aparência sanguinolenta encontrados no rosto e no pescoço da estátua da Madona submetida ao nosso exame eram vestígios de sangue humano masculino. Os exames macroscópico e radiológico da estátua não revelaram outras anormalidades além dos vestígios de sangue".
Embora se tenham declarado dispostos a submeter-se ao teste de ADN, os membros masculinos da família Gregori, a conselho do seu advogado, não recolheram a amostra de material genético para comparar o seu perfil com o do "sangue da estátua". Segundo o advogado, foram detetadas demasiadas anomalias e erros no método de comparação adotado pelos investigadores.
O Tribunal Constitucional, em julho de 1996, declarou legítima a escolha dos Gregoris.

## As investigações judiciais
Em outubro de 1997, o advogado da família Gregori solicitou formalmente ao Ministério Público o arquivamento das investigações às quais Fabio Gregori foi submetido sob a acusação de associação criminosa e fraude. Em outubro de 2000, o juiz de instrução de Civitavecchia emitiu o decreto de arquivamento; o juiz certifica que não houve fraude nem associação criminosa, reconhece oficialmente apenas o primeiro rasgo, mas remete a avaliação do sobrenatural ao julgamento da Igreja e a busca posterior da verdade ao trabalho de cientistas, considerando o fato de que "o rasgo observado por outras pessoas (incluindo o Comandante da Polícia Municipal de Civitavecchia e agentes da Polícia Penitenciária e da Polícia Estadual) deve ser atribuído a um fenômeno de sugestão coletiva ou a um fato sobrenatural" sobre o qual, prossegue o documento, "esta Autoridade Judiciária não pode dizer nada de positivo ou negativo".

## O julgamento eclesiástico

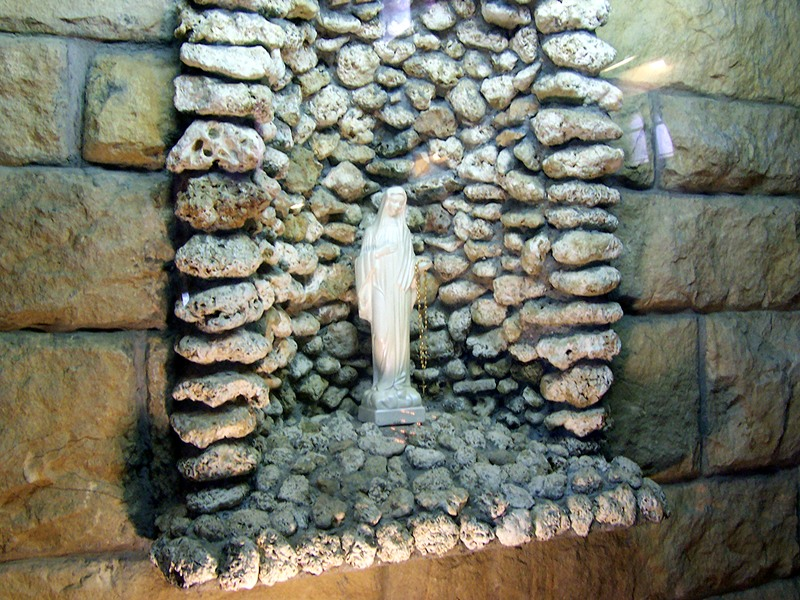
A imagem mariana que teria lacrimejado sangue em seu altar em Civitavecchia

A Igreja Católica ainda não se manifestou oficialmente e diretamente sobre a natureza sobrenatural das lágrimas.
Dom Grillo, sem antecipar o juízo definitivo da Igreja Católica, disse que as lágrimas da Madonnina em Civitavecchia, em continuidade com as manifestações de Lourdes, Fátima, La Salette e Siracusa, seriam um convite à conversão e à penitência, e uma recordação das "graves desordens morais existentes no mundo... bem como da persistente visão ateísta que prevaleceu mesmo depois da queda do comunismo, e finalmente das confusões ainda existentes no seio da Igreja".
Segundo o teólogo e padre capuchinho Flavio Ubodi, que era vice-presidente da comissão teológica diocesana encarregada de investigar o caso, houve, contudo, um reconhecimento indireto. Já em 2005, a Diocese de Civitavecchia-Tarquinia tinha tornado públicas as conclusões da sua própria comissão de inquérito, segundo as quais o fenômeno não podia ser explicado cientificamente.
O reconhecimento indireto seria baseado nos seguintes elementos:
- Em 9 de junho de 1995, o Papa João Paulo II obteve temporariamente a imagem de Nossa Senhora no Vaticano, rezou diante dela, colocou um de seus rosários em suas mãos e quis coroá-la.
- Em 17 de junho de 1995, Dom Girolamo Grillo carregou a imagem em procissão solene até a igreja de Sant'Agostino, para permitir que os fiéis a venerassem.

Em 8 de dezembro de 1996, Dom Grillo consagrou a diocese ao Imaculado Coração de Maria, como a Virgem havia pedido em uma de suas aparições a Jessica Gregori.
- Em 15 de março de 2005, a igreja de Sant'Agostino foi elevada à categoria de Santuário de Nossa Senhora das Lágrimas.

Os sucessores de Monsenhor Grillo, nomeadamente Monsenhor Carlo Chenis e Monsenhor Luigi Marrucci, encorajaram a devoção dos fiéis à Madonnina.
- Nas mensagens que Nossa Senhora teria confiado à família Gregori, que o Padre Ubodi acompanha espiritualmente desde 1995, três preocupações em particular são evidentes:
  - para a própria instituição da família, atacada por forças desintegradoras;
  - para a Igreja Católica, atacada tanto de fora como de dentro;
  - para a humanidade, que criou armas de destruição em massa.[10]

## Outros fenômenos relacionados
As lágrimas não são o único fenômeno que se diz ter ocorrido em Civitavecchia: entre 2005 e 2006, Jessica Gregori teria tido 92 aparições marianas acompanhadas de mensagens, cujo conteúdo ela está obrigada a manter em segredo (algumas das quais também estão ligadas ao terceiro segredo de Fátima); o único a quem ela pôde revelá-las é Monsenhor Grillo, a quem caberia decidir se as tornaria ou não conhecidas no futuro.
Há também uma cópia da Madonnina de Civitavecchia, doada em 10 de abril de 1995 pelo Cardeal Deskur à família Gregori, para substituir a original guardada na paróquia de Sant'Agostino. Diz-se que esta segunda estatueta produziu exsudações de óleo perfumado e, posteriormente, também lágrimas por ocasião da morte do Papa João Paulo II.

### Investigações críticas
- «The crying game». The Guardian
- «La Madonnina di Civitavecchia: lacrime e illusioni». Marco Corvaglia
- «Objeções ao milagre». Web arquivo do artigo publicado pelo site antiplagio.org